# Oscar Daumiller
Oscar Daumiller (* 24. März 1882 in Memmingen; † 14. Juni 1970 in Gräfelfing) war ein deutscher evangelisch-lutherischer Pfarrer. Er amtierte von 1934 bis zu seiner Pensionierung 1952 als Oberkirchenrat und Kreisdekan von München. 

## Leben
Von 1892 bis 1901 besuchte er das Progymnasium in Memmingen und das Humanistische Gymnasium Kempten. Danach studierte er Evangelische Theologie von 1901 bis 1905 an den Universitäten in Erlangen und Leipzig. Während seines Studiums wurde er in Erlangen 1901 Mitglied der Burschenschaft der Bubenreuther.
Am 3. März 1907 folgte seine Ordination in der St.-Matthäus-Kirche in München durch Oberkirchenrat D. von Kahl. Am Ersten Weltkrieg nahm er als Divisionspfarrer teil. 1917 wurde er Pfarrer in Memmingen. 1922–1933 war er Pfarrer in der Himmelsfahrtskirche in München-Sendling (Kidlerstraße). Hier trat er schon 1923 für Adolf Hitler ein. Er wurde aber kein Parteimitglied, sondern unterstützte später im Kirchenkampf die auf Selbständigkeit der Kirche bedachte Linie von Bischof Hans Meiser.
1933 wurde er Oberkirchenrat im Landeskirchenrat in München. Ab 1934 arbeitete er als Kreisdekan des Kirchenkreises München. Daumiller organisierte 1945 die Hilfe der Bevölkerung für die ehemaligen Häftlinge des Konzentrationslagers Dachau. 1947 war er im Vorstand des Gustav-Adolf-Werks in Bayern. Nach seiner Pensionierung arbeitete er 1952/53 als Pfarrverweser in Florenz und Genua, 1955 in Bozen.

## Ehrungen
- 1951: Ehrendoktorwürde der theologischen Fakultät Erlangen
- 1953: Bundesverdienstkreuz erster Klasse
- 1963: Bayerischer Verdienstorden
- 1982: Benennung des Daumillerwegs in München-Sendling

## Schriften
- Südbayerns evangelische Diaspora in Geschichte und Gegenwart. Evangelischer Presseverband für Bayern, München 1955 (Pappband).
- Geführt im Schatten zweier Kriege. Bayerischer Kirchengeschichte Selbst erlebt. Evangelischer Presseverband für Bayern, München 1961 (Broschiert).